# زیردریایی ناخدا فا دی برونو
زیردریایی ناخدا فا دی برونو (به انگلیسی: Italian submarine Comandante Faà di Bruno) یک زیردریایی بود که طول آن ۷۳ متر (۲۳۹ فوت ۶ اینچ) بود. این زیردریایی در سال ۱۹۳۹ ساخته شد.